# Dreamfields
Dreamfields Festival is een jaarlijks eendaags muziekfestival dat plaatsvindt op het recreatiegebied Rhederlaag in Lathum. Het evenement richt zich voornamelijk op elektronische muziekgenres zoals house, techno, hardstyle en urban. Dreamfields wordt georganiseerd door Matrixx Events en behoort tot de grotere dancefestivals in Nederland. Het festival trekt jaarlijks circa 30.000 bezoekers.

## Geschiedenis
Dreamfields Festival werd voor het eerst georganiseerd in 2011. De eerste editie vond plaats met circa 9.000 bezoekers en vier podia. In de daaropvolgende jaren groeide het festival uit tot een meerdaags evenement met zes of meer podia en een groter aantal bezoekers.
Vanwege de COVID-19-pandemie kon het festival in 2020 en 2021 niet doorgaan. Sinds 2022 wordt het festival weer jaarlijks georganiseerd, in de vorm van een eendaags evenement.

## Locatie
Dreamfields vindt plaats op het recreatiegebied Rhederlaag, aan de Lathumse Plas. Het terrein biedt ruimte voor meerdere podia, horecavoorzieningen, chill- en loungeplekken, en diverse faciliteiten voor bezoekers. Er zijn busverbindingen en parkeergelegenheid beschikbaar voor bezoekers die van buiten de regio komen.

## Internationale edities
Naast de Nederlandse editie zijn er ook internationale versies van Dreamfields georganiseerd. In 2014 en 2015 vond het festival plaats in Bali, Indonesië. Sinds 2018 wordt een jaarlijkse editie georganiseerd in Zapopan, Mexico.